# Lauro Bordin
Lauro Ladren (Crespino, 7 de julio de 1890 – Milán, 19 de mayo de 1963) fue un ciclista italiano que fue profesional entre 1910 y 1924. Buen velocista, destacó en las carreras en línea, ganando el Giro de Lombardía de 1914 y tres etapas del Giro de Italia.
Una vez retirado del ciclismo se dedicó al periodismo y a la fotografía deportiva, tomando parte en el programa de televisión Lascia o raddoppia?.

## Palmarés
- 1911
  - 1.º en el Circuito Euganeo
  - Vencedor de una etapa al Giro de Italia
- 1912
  - 1.º en el Giro del Polesine
  - Vencedor de una etapa al Giro de Italia
- 1913
  - 1.º en el Giro del Polesine
  - Vencedor de una etapa al Giro de Italia
- 1914
  - 1.º en el Giro de Lombardía
- 1915
  - 1.º en la Copa de Invierno
  - 1.º en la Copa Lugano
  - 1.º en la Carrera Territorial
  - 1.º en el Gran Premio de Otoño
  - 1.º en la Milán-Brinzio-Milán
- 1918
  - 1.º en el Critérium Real de Clausura
  - 1.º en el Gran Premio de Roma
  - 1.º en la Milán-Varese
  - 1.º en la Monza-Erba-Montevecchia

### Resultados al Giro de Italia
- 1911. 17.º de la clasificación general. Vencedor de una etapa
- 1912. 3.º de la clasificación general con el equipo Gerbi y vencedor de una etapa
- 1913. 17.º de la clasificación general. Vencedor de una etapa
- 1914. Abandona
- 1919. 8.º de la clasificación general
- 1920. Abandona
- 1921. 16.º de la clasificación general
- 1922. Abandona
- 1923. Abandona
- 1924. Abandona

### Resultados al Tour de Francia
- 1910. Abandona (7.ª etapa)
- 1922. Abandona (5.ª etapa)